# Thợ mộc

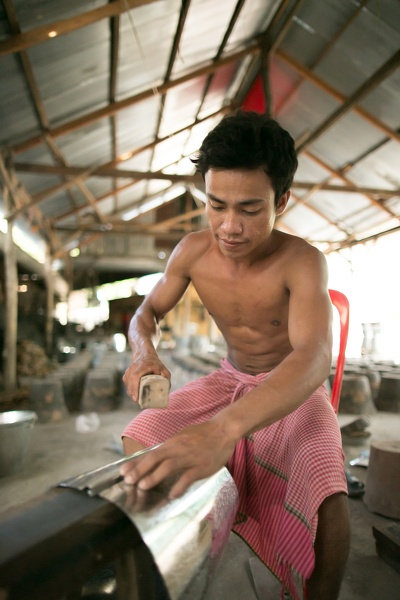
Một anh thợ mộc Campuchia

Thợ mộc là một cách gọi dân dã của những người làm nghề mộc nhỏ lẻ trong gia đình và các xưởng sản xuất thủ công. Ngày nay, những nhà máy sản xuất và chế biến đồ gỗ nói chung thì những thợ mộc làm việc tại đó được gọi là công nhân mộc. Một trong những trường đào tạo ngành này ở Việt Nam là Trường Đại học Lâm nghiệp, trong đó có ngành (khoa) Chế biến lâm sản. Dụng cụ của thợ mộc để thực hiện quá trình gia công gỗ gồm: 
- dụng cụ cơ bản (bào, cưa, đục, thước thợ, búa, kìm, vv.);
- dụng cụ cắt bằng máy (cưa dây, cưa đĩa, cưa vòng, dụng cụ tách lớp gỗ);
- dao phay phẳng bề mặt gỗ (phay bảng, thanh nẹp, khối lăng trụ);
- mũi khoan máy (có bốn hoặc ba lưỡi cắt, có bậc để cắt lỗ định hình);
- dao phay gỗ (phay rãnh, phay lỗ);
- dao phay các profin cong gồm các loại như dao phay ngón, đầu phay, đĩa cắt, dao tiện gỗ, bánh mài, ngoài ra còn có các dụng cụ để làm sạch, đánh bóng, quét màu.

## Đặc thù nghề nghiệp
Thợ mộc có tính đặc thù riêng mang tính chất nghề nghiệp, thường bị tai nạn chấn thương bàn tay do máy cưa máy bào, chỉ cần sơ ý một ít là đã bị. Ngoài ra, thợ mộc còn thường bị bệnh bụi phổi do thường xuyên tiếp xúc với bụi mùn cưa và dị ứng với sơn, keo liên kết hoặc sơn nam.